# هیروکازو هیسایوکی
هیروکازو هیسایوکی (انگلیسی: Hirokazu Hisayuki; ۳۱ ژانویهٔ ۱۹۶۷ – ) طراح شخصیت، کارگردان پویانمایی اهل ژاپن بود.